# George Washington Gale Ferris

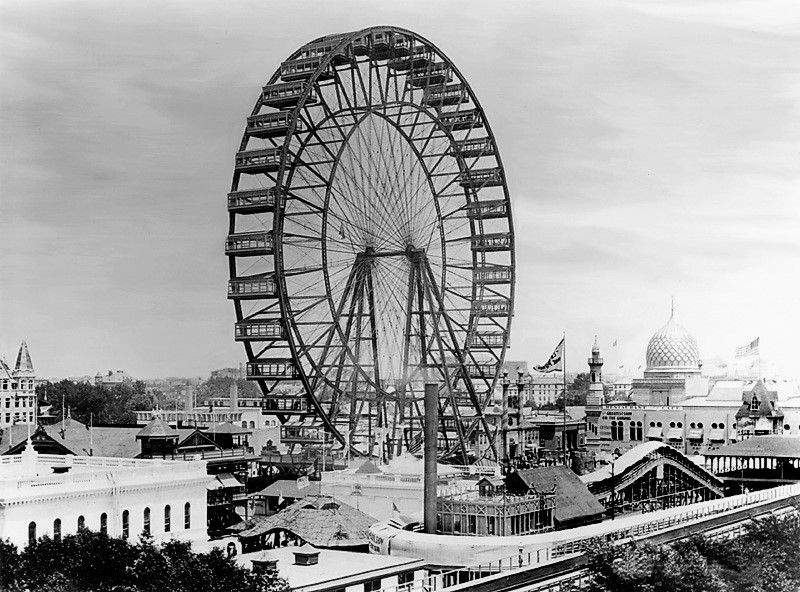
La roda de Ferris original, el 1893.

George Washington Gale Ferris, Jr. (14 de febrer de 1859 – 12 de novembre de 1896) fou un enginyer estatunidenc, conegut principalment per la creació original de la roda de Ferris, la primera roda de fira, concebuda per la World Columbian Exposition de Chicago de 1893.
Google va mostrar en honor seu un Doodle el dia 14 de febrer de 2013.